# Tignish
Tignish ist eine kleine Fischergemeinde im Westen des Prince County in der kanadischen Provinz Prince Edward Island. Sie liegt ungefähr 53 Kilometer nordwestlich der Stadt Summerside und 95 Kilometer nordwestlich von Charlottetown.
Tignish wurde in den späten 1790er-Jahren von neun akadischen Familien gegründet. Die späteren, meist aus Irland stammenden, Einwohner siedelten zunächst im nahen kleineren Anglo–Tignish ('Englisch-Tignish'). Die meisten heutigen Einwohner von Tignish sind entweder akadischer oder irischer Abstammung.

## Gemeinde
Die Fischindustrie ist der größte Arbeitgeber in Tignish. Es gibt drei Häfen: den Tignish harbor, den Skinner’s Pond harbor und den Seacow Pond harbor. Jeden Sommer gibt es ein Bluegrass-Festival.
1999 feierten die Bewohner von Tignish das 200-jährige Jubiläum der Gemeinde. Hierzu gehörten lokale Festlichkeiten mit akadischer Musik, lokale Feiern, Karneval und die Produktion einer lokalen Musik-CD mit vielen Stimmen von Einwohnern von Tignish.

### Akzent und Dialekt
In Tignish wird einer der stärksten Akzente und Originaldialekte im östlichen Kanada gesprochen. Er wird als Mischung von Englisch, Französisch und Schottisch bzw. schottischem Englisch beschrieben. Es gibt viele englische Wörter, die in Tignish eine besondere Definition besitzen. Während manche Englischsprachige in den umliegenden Städten wie Alberton und O’Leary einen ähnlichen Akzent haben wie in den Seeprovinzen, ist der Dialekt von Tignish ein unabhängiger und für Auswärtige nicht verständlich.

## Demografie
Etwa 99 % der Bevölkerung sind Christen, die anderen nicht religiös, hinduistischen Glaubens oder Sikhs. Nach Angaben der Volkszählung von 2006 spricht die gesamte Bevölkerung von Tignish Englisch, wenn auch nicht immer als Muttersprache, während knapp 23 % auch Französisch beherrschen. Wenige sprechen auch Hindi, Urdu und Punjab.

### Nachbarorte
Folgende kleinere Orte werden aufgrund ihrer Nähe als Teil von Tignish angesehen:
- Ascension (3,2 km nordwestlich von Tignish)
- Skinner’s Pond (8 km nordwestlich)
- Nail Pond (4,8 km nördlich)
- Anglo Tignish (3,2 km nordöstlich)
- Seacow Pond (8 km nordöstlich)
- Norway (9,6 km nordöstlich)
- Tignish Shore (3,2 km östlich)
- Kildare North (6,4 km südöstlich)
- Greenmount (5,6 km südlich)
- St. Felix (3,2 km südlich)
- St. Peter and St. Paul (4,8 km südlich)
- Harper (3,2 km südwestlich)
- Leoville (6,6 km südwestlich)
- Peterville (4 km südwestlich)